# Alonso Manso
Alonso Manso (Becerril de Campos, Castilla; 1460 - San Juan, Puerto Rico; 27 de septiembre de 1539) fue un clérigo castellano, primer obispo asignado al continente americano siéndolo de la Diócesis de Puerto Rico. Fue también de forma interina el último teniente de gobernador de Puerto Rico entre 1523 y 1524.

## Biografía
Estudió teología en la Universidad de Salamanca. El 15 de noviembre de 1504, fue nombrado obispo de la Diócesis de Magua, en La Española. El 8 de agosto de 1511, fue designado obispo de la recién creada Diócesis de Puerto Rico. Alonso Manso llegó a San Juan en el navío San Francisco el 25 de diciembre de 1512. Conjuntamente con uno de sus sobrinos nietos del cual hizo que fuera su Mayordomo entre 1522 y 1532 a Francisco Manso casado con Beatriz Zapata de Contreras los cuales iniciaron el apellido en el Caribe de Manso de Contreras.
Durante su obispado en Puerto Rico, Manso predicó el evangelio a los indios taínos, trajo la primera biblioteca al Nuevo Mundo, construyó el hospital San Ildefonso y comenzó las obras de la nueva Catedral de San Juan. Manso fue el primero que tomó posesión de su sede, pues llegó a ella (según palabras del dominico Bartolomé de Las Casas, testigo de su presencia: “el primer obispo que […] vino consagrado fue el licenciado D. Alonso Manso”). Su diócesis, poblada por unos 20.000-30.000 indígenas y un número reducido de españoles, estaba sin organizar, pues la isla, avistada por Colón en su primer viaje y rápidamente visitada por él mismo en el segundo, sólo había sido colonizada por Juan Ponce de León en 1509.
Fue nombrado en 1519 como inquisidor apostólico general de Indias por el cardenal Adriano de Utrecht junto con fray Pedro de Córdoba (provincial dominico, quien murió en 1521 dejando a Manso como inquisidor único hasta su muerte), volviendo entonces a América (1519). Longevo, desempeñó su labor episcopal durante dos décadas más, durante las cuales organizó lentamente la diócesis; luchó por obtener los diezmos para su iglesia y con los medios de que así dispuso comenzó la construcción de una catedral y diversas fundaciones, como una escuela de gramática para clérigos y todo el que quisiera asistir. Como inquisidor no se dejó manipular por las autoridades civiles y las penas impuestas por él eran benignas, como por ejemplo, la reclusión de los reos en sus propias casas o en residencias particulares en vez de la cárcel. Obispo ejemplar (residente, predicador, asistente al coro y con autoridad para mantener la disciplina, e incluso gobernador interino cuando hizo falta), vio obstaculizada su labor pastoral por la dispersión de población y algunos excesos de los colonizadores; el territorio con que se amplió la diócesis tras su viaje a España, las Islas de Barlovento, no pudo ser evangelizado al no haberse colonizado por la fuerte resistencia indígena. Obtuvo facilidades cuando Carlos I suprimió los “repartimientos” y prohibió que los indios fueran empleados como mano de obra -lo que les daba mayor protección-, y cuando la población se concentró tras el agotamiento del oro.
Como inquisidor, se hizo respetar por los agentes reales e intervino en algunas cuestiones de fe y jurisdiccionales (en éstas con más dureza): en la querella de 1528 entre el obispo de Cuba, Miguel Ramírez, y el juez residente, Juan Vadillo, que había sido excomulgado por el primero, ordenó un desagravio del obispo al juez y le recomendó que evitase en lo sucesivo entrometerse en cuestiones inquisitoriales; procesó a Blas de Villasante por judaizante, y al flamenco Juan por luterano. En 1530 ordenó a Sebastián Ramírez de Fuenleal como obispo de Santo Domingo, el primero consagrado en tierras americanas. Hacia 1532, Alonso Manso recibió la visita de Rodrigo de Bastidas, obispo de Venezuela, para revisar las cuentas de la diócesis. Este fue su sucesor en la diócesis de Puerto Rico cuando murió en 1539, en San Juan de Puerto Rico (ciudad que él había trasladado a un nuevo emplazamiento).
En 1529, consagró a Sebastián Ramírez de Fuenleal, nuevo obispo de la diócesis de Santo Domingo.
Don Alonso realizó escrituras para crear un patronato en la Iglesia de Santa María, el 15 de octubre de 1537.  Su mayordomo en ese momento era Hernando Alegre, padre de Francisco Alegre, quien lo acompañó a Puerto Rico, donde murió alrededor de 1548.
Murió en San Juan el 27 de septiembre de 1539.

## Familia
Este obispo era tío de Juana Manso de Montoya y Solórzano casada con Martín Gutiérrez de Montealegre y Hernández, este caballero fue Justicia Mayor del Principado de Asturias, logrando dominar a los Comuneros, y Corregidor de la ciudad de Palencia. Diego Manso era otro hermano casado con Cathalina García, y poseían grandes extensiones de tierra en Castilla, María Manso y otros dos que los archivos se encuentran limitados en las diócesis de las villas de Becerril de Campos, Palencia y Toro. Uno de estos dos hermanos sería el padre de Francisco Manso, que nació en Becerril en 1497, el cual dejó encinta a Beatriz Zapata de Contreras. Francisco Manso se connubió con Beatriz Zapata de Contreras y la dejó encinta. Murga y Huerga señalan que nació en Sevilla. La situación fue vergonzosa para la dama, para el galán y para el obispo. Don Alonso no tuvo más remedio que tomar cartas en el asunto..., Francisco y Beatriz se embarcaron en 1534 rumbo a Sevilla; Francisco Manso ocupó entre 1522 y 1532 el puesto de mayordomo de Don Alonso, recibía un salario de 100 pesos de oro anualmente, y “comer y beber, y casa y servicio, y un caballo, y mozo y casa, que montaba más de 200 pesos de oro cada año” y allí, en Sevilla nació un niño que se llamará Francisco Manso de Contreras. Al parecer estuvo en el Perú, porque en los méritos familiares que se presentaron en 1627 se declaró que había sido Alguacil Mayor de la Inquisición en Ciudad de Los Reyes. Sobre su presencia en Puerto Rico, una de las testigos en las informaciones presentadas en Puerto Rico en 1566 informó:

...Francisco Manso le vio edificar casas así en esta ciudad como en el campo, teniendo como tenía sus estancias pobladas de negros y así mismo en las minas tenía sus cuadrillas de negros y le vio estar y vivir en ellos tiempo de más de diez y seis años y le vio que siempre se trató como hombre honrado y que esto es notorio.